# Didymoglossum reptans
Didymoglossum reptans är en hinnbräkenväxtart som först beskrevs av Olof Peter Swartz, och fick sitt nu gällande namn av Karel Presl. Didymoglossum reptans ingår i släktet Didymoglossum och familjen Hymenophyllaceae. Inga underarter finns listade.